# Munidopsis alvisca
Munidopsis alvisca is een tienpotigensoort uit de familie van de Munidopsidae. De wetenschappelijke naam van de soort is voor het eerst geldig gepubliceerd in 1988 door Williams.